# Rhinechis scalaris
Rhinechis scalaris (dansk: Trappesnog) er en slangeart, der er beskrevet af SCHINZ 1822. Rhinechis scalaris indgår i slægten Rhinechis og familien snoge. IUCN kategoriserer arten globalt som ikke-truet. Der findes ingen noterede underarter.

## Eksterne links
- Wikimedia Commons har flere filer relateret til Rhinechis scalaris

- Wikispecies har taksonomi med forbindelse til  Rhinechis scalaris